# Бурачівка
Бурачівка (рос. Бурачовка) — присілок в Вигоницькому районі Брянської області Російської Федерації.
Населення становить 190 осіб. Входить до складу муніципального утворення Вигоницьке міське поселення.

## Історія
Від 2005 року входить до складу муніципального утворення Вигоницьке міське поселення.

## Населення
| 2010 | 2013 |
| ---- | ---- |
| 200  | ↘190 |